# Gq-mER
گیرندهٔ غشایی استروژن جفت‌شونده با پروتئین جی (انگلیسی: Gq-coupled membrane estrogen receptor) یا به اختصار Gq-mER، نوعی گیرنده جفت‌شونده با پروتئین جی در هیپوتالاموس است که تاکنون همانندسازی (کُلون) نشده‌است. این پروتئین نوعی گیرندهٔ سطحی سلول است که از طریق پروتئین جی با مسیر پیام‌رسانی سلولی «فسفولیپاز سی-پروتئین کیناز سی-پروتئین کیناز آ» (PLC–PKC–PKA) جفت می‌شود. این گیرنده در کنترل هم‌ایستایی انرژی نقش دارد.
گیرندهٔ Gq-mER، به استرادیول متصل شده و توسط آن فعال می‌شود و نوعی گیرنده غشایی استروژن (mER) محسوب می‌گردد. یکی از مشتقات غیراستروئیدی دی‌فنیل‌آکریل‌آمید به نام «STX» که از لحاظ ساختاری شبیه به ۴-هیدروکسی‌تاموکسیفن است، آگونیست این گیرنده است و قدرت اتصال آن به لیگاند ۲۰ برابر قوی‌تر از استرادیول است. داروی فولوسترانت یک آنتاگونیست گیرنده Gq-mER است، اما آنتاگونیست انتخابی نیست.